# Magomed Omárovich Omárov
Magomed Omárovich Omárov (en ruso: Магоме́д Ома́рович Ома́ров; Mekegi, RASS de Daguestán, 15 de junio de 1947 - Majachkalá, Daguestán, 2 de febrero de 2005) fue un servidor público soviético y ruso. Su último cargo fue el de viceministro del Interior de la República de Daguestán y, como tal, jefe de la policía de seguridad pública desde 1996 hasta el 2 de febrero de 2005. Mayor General de Policía. Héroe de la Federación Rusa (2005, póstumamente).

## Biografía
Nacido el 15 de junio de 1947 en la aldea de Mekegi, en el distrito de Levashinsky, de la República Socialista Soviética Autónoma de Daguestán, una de las repúblicas autónomas de la Unión Soviética. Pertenecía al grupo étnico de los Darguin. Después de graduarse de la escuela secundaria en 1966, trabajó como conductor en una de las unidades militares de la zona.
En 1972 ingresó al servicio de los órganos de asuntos internos. En 1973 es nombrado inspector de la sala infantil de la policía del distrito Leninsky de Majachkalá, y es ascendido a detective del mismo departamento al año siguiente.
Paralelamente a su servicio, continuó sus estudios. En 1975 se graduó en la Universidad Estatal de Daguestán, en 1982, en la Facultad de Rostov de la Sección de Estudios Jurídicos por Correspondencia de Moscú en la Academia del Ministerio del Interior de la URSS.
De 1980 a 1983 será inspector del departamento de prevención y detección de delitos contra la vida, la salud y la dignidad de los ciudadanos del Departamento de Investigación Criminal del Ministerio del Interior de la República Autónoma Socialista Soviética de Daguestán. Posteriormente regresó al Departamento de Asuntos Internos del distrito de Leninsky de Majachkalá y fue nombrado subdirector del Departamento de Asuntos Internos del distrito. De 1991 a 1996, jefe del Departamento de Asuntos Internos del distrito Leninsky de Majachkalá.
En 1996, con la nueva organización territorial de Rusia tras la disolución de la Unión Soviética, fue nombrado Viceministro del Interior de la República de Daguestán y jefe de la Policía de Seguridad Pública. Entre agosto y septiembre de 1999, durante la invasión de militantes chechenos en Daguestán, el coronel Omárov estuvo en la zona de batalla desde el primer día, dirigiendo las operaciones militares de la policía de Daguestán y coordinando sus acciones con unidades de las tropas rusas. Mostró heroísmo y coraje personal en las batallas, por lo que fue condecorado con la Orden del Coraje.
Durante todo el período de su mandato como viceministro, la situación en Daguestán fue difícil. En el territorio de la república se desarrolló una lucha difícil y sangrienta contra el terrorismo . En Daguestán se creó y se financió notablemente un movimiento terrorista clandestino en el que se propagaban las ideas del wahabismo. Omárov fue uno de los luchadores constantes e irreconciliables contra el crimen político y criminal: dirigió todas las operaciones especiales importantes contra la insurgencia terrorista en el territorio de la república, lo que le valió el odio personal de los terroristas. En mayo de 2003, se produjo un atentado contra la vida de Omárov: se detonó una mina terrestre en el camino de su automóvil, él mismo resultó herido y sufrió descargas eléctricas.
El segundo atentado contra la vida del general resultó fatal: el 2 de febrero de 2005 en Majachkalá, en la avenida Lenin, cerca del edificio del Teatro Dramático Ruso, un grupo de terroristas disparó contra el coche del general con armas automáticas. Omárov y tres policías que viajaban en el coche murieron en el acto. Magomed Omárov fue enterrado en su pueblo natal, Mekegi.
El asesinato del general quedó sin resolver. Ninguno de los líderes militantes se atribuyó la responsabilidad del asesinato del subdirector del Ministerio del Interior de Daguestán. Los medios de comunicación expresaron la opinión de que el general era «poco querido» por los dirigentes de Majachkalá y, en relación con esto, sobre el carácter «habitual» con el que se calificó el crimen.
El 8 de noviembre de 2005, por Decreto del Presidente de la Federación de Rusia N.º 1276, por el coraje y el heroísmo demostrados en el desempeño de su deber oficial, el mayor general de policía Magomed Omárovich Omárov recibió póstumamente el título de Héroe de la Federación de Rusia.

## Premios
Estatales
- Héroe de la Federación de Rusia ( Rusia, 8 de noviembre de 2005, póstuma).
- Orden del Coraje ( Rusia, 1999).
- Medalla a la Distinción en la Protección del Orden Público ( Rusia).

Departamentales
- Medalla por Servicio Impecable ( Unión Soviética, Grados I, II y III).
- Medalla por el Fortalecimiento de la Commonwealth militar (Ministerio de Defensa de Rusia).
- Insignia «200 años del Ministerio del Interior de Rusia» (Ministerio del Interior de Rusia).
- Insignia «Oficial honorario del Ministerio del Interior» (Ministerio del Interior de Rusia).
- Arma personalizada del Ministro del Interior de la Federación de Rusia: Pistola Makarov (Ministerio del Interior de Rusia).

Regionales
- Héroe del pueblo de Daguestán ( Daguestán).

- Trabajador Honorario de los Organismos de Aplicación de la Ley de la República de Daguestán ( Daguestán).

## Memoria
- En la tierra natal del Héroe de Rusia, Magomed Omarov, su pueblo natal de Mekegi (Daguestán), se le erigió un monumento.
- En 2005, la calle de los combatientes húngaros en Majachkalá pasó a llamarse en honor al general Omárov.
- El 8 de mayo de 2008, en Majachkalá, en la intersección de las calles M. Yaragsky y M. Omárov, tuvo lugar la gran inauguración del monumento al Héroe de Rusia, el mayor general Omárov.[7]
- Movimiento público juvenil de educación patriótica «Nuestros héroes son hombres de acero» que lleva el nombre del Héroe de Rusia Magomed Omárov.
- La escuela secundaria n.º 6 de la ciudad de Kaspisk (Daguestán, 2007) y una calle de la misma urbe llevan el nombre de Omárov.